# Bandera de Togo
La bandera nacional de Togo fue adoptada el 27 de abril de 1960.
Tiene cinco bandas horizontales iguales de color verde (parte superior e inferior) alternando con amarillo. Hay una estrella blanca de cinco puntas sobre un cuadrado rojo en la parte superior izquierda. Utiliza los colores pan-africanos de Etiopía, pero el diseño se asemeja a la bandera de Liberia que a su vez se hace eco de la bandera de los Estados Unidos.
La bandera fue diseñada por el artista Paul Ahyi y se aproxima a un rectángulo de oro.

## Banderas históricas

Protectorado alemán del Togo (1884-1919)
Bandera propuesta para Togolandia en 1914
Bandera de Togolandia francesa (1916-1957)
Bandera de Togolandia francesa (1957-1958)
Bandera de Togolandia francesa (1958-1960)

## Otras banderas

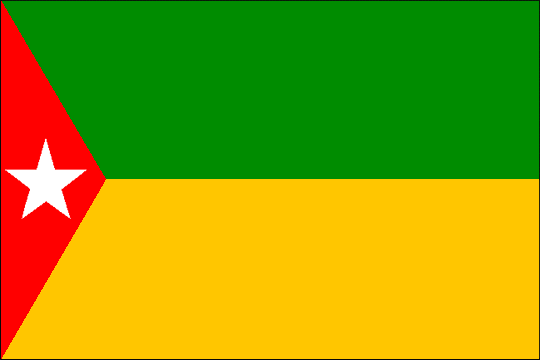
Pabellón de la Marina Togolesa
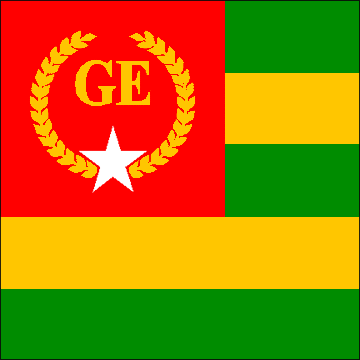
Estandarte Presidencial de Togo (1974-2005)

- Datos: Q103070
- Multimedia: National flag of Togo / Q103070